# フランソワ・ダルランド

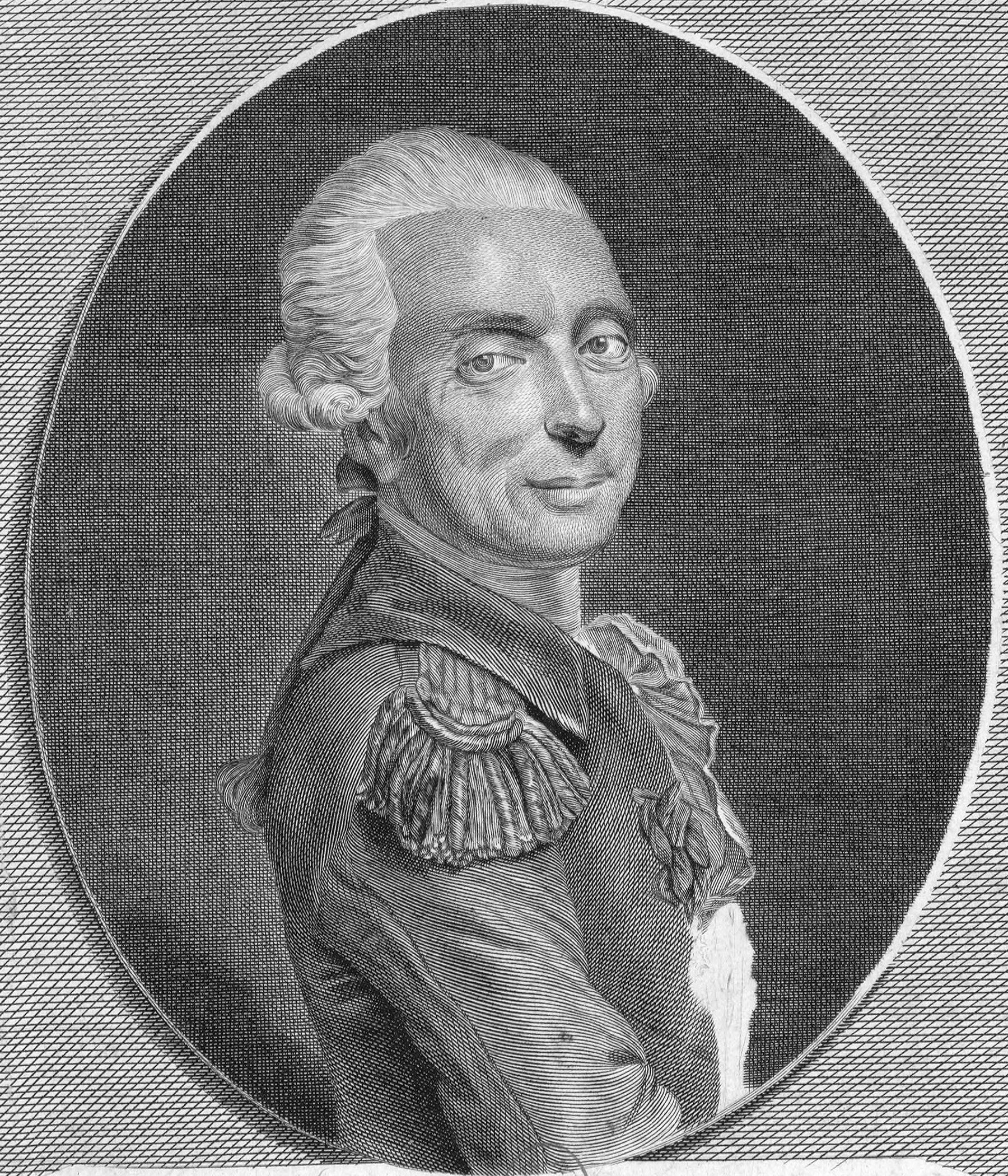
フランソワ・ダルランド

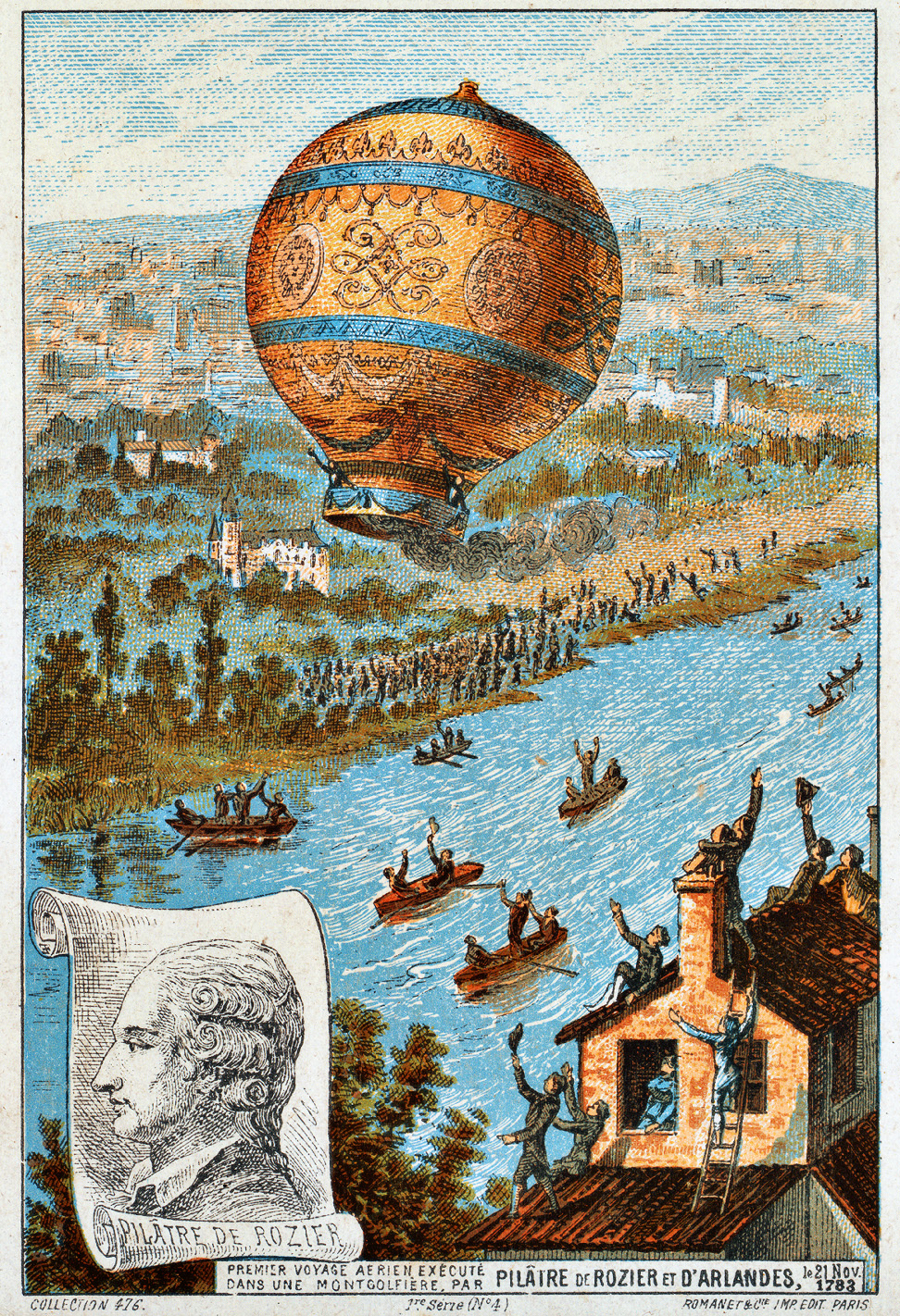
自由飛行の図（19世紀の絵）

フランソワ・ダルランド（仏: François Laurent d'Arlandes, 1742年 – 1809年5月1日）は、1783年11月21日、ピラトール・ド・ロジエと共に、モンゴルフィエ兄弟の熱気球で最初の有人飛行を行ったフランスの軍人である。
南フランスはドーフィネ地方アネロンに侯爵家の息子として生まれる。少年期はトゥルノンのイエズス会の学校で教育を受けるが、ここでジョセフ・モンゴルフィエと知り合う。その後軍人の道を志し近衛歩兵連隊の士官に任官される。1783年6月にモンゴルフィエ兄弟の熱気球の公開試験が行われ、9月19日には、気球に吊り下げた籠にヒツジ、アヒル、ニワトリを入れて上昇させ、飛行が生物に危険でないことが示された。それでも有人飛行は生命の保証のない危険な行為であるという理由から、時のフランス国王ルイ16世は最初の有人飛行の実験台として2人の死刑囚を使うことを提案した（有人飛行が無事に成功した場合にはその死刑囚たちは釈放される条件だったという）が、最初の気球搭乗者の名誉は死刑囚でなく高い地位の者に与えられるべきだと主張するポリニャック公爵夫人の助力を得て、ロジエ自ら乗員を志願し、ダルランドも同乗することに同意した。国王は彼らがパイロットとなることを認めた。
地上とつないだ状態で気球を操作する訓練を受けた後、1783年11月21日の2時頃、ブローニュの森のラ・ムエット城の庭から、国王の見守る中、最初の自由飛行に出発した。3000フィートの高さで25分間で9kmほどゆっくり飛行し、当時はパリの外れであった、ビュットオカイユに着陸した。飛行が終わった後、シャンパンで成功を祝い、これは気球乗りの伝統となった。
貴族階級出身であったが、フランス革命時の粛清から免れることができた。しかしその後不品行（臆病な行為）を理由に軍から追放され、郷里に引退し死去した。自殺であったという説もある。